# 小松寅吉
小松 寅吉（こまつ とらきち、弘化元年（1844年） - 大正4年（1915年）2月22日）は、日本の石工。
明治時代に福島県で活躍した。高遠藩から福島に移り住んだ石工・小松理兵衛に弟子入りし、理兵衛の長男の養子として小松家に入籍、小松 布孝（こまつ のぶたか）を襲名した。技巧を凝らした石彫刻作品を多数残し「奇巧の石工」などとも呼ばれる。一番弟子の小林和平とともに、特に、狛犬（獅子像）彫刻を芸術にまで高めた名工として知られている。

## 経歴

### 弟子入り
小松寅吉は、弘化元年（1844年）、陸奥国石川郡山形村（現・福島県石川郡石川町）に、高原武極の長男として生まれた。当時、近隣の福貴作（ふきざく）集落には、高遠藩から福島に移り住み石工をしていた小松利平（理兵衛布弘とも。文化元年（1804年）11月-明治21年（1888年）8月1日）が工房を構えており、寅吉は利平のもとに弟子入りした。めきめきと頭角を現し、利平に認められた寅吉は、慶応2年（1866年）、21歳のとき、利平の実子である小松彦蔵の養子という形で小松家に入籍した。

### 襲名後
その後、利平は寅吉を跡継ぎにすることに決め、先代の名前「布孝（のぶたか）」を授けた。福島県西白河郡中島村川原田にある川田神社には、寅吉が布孝を襲名した後の襲名披露ともいえる獅子像を自ら奉納している。その台座には、「浅川町福貴作 石工小松布孝作之」と大きく刻まれており、寅吉が小松家にとって大切な名前「布孝」を襲名したことの喜びと意気込みがよく表れている。
寅吉の作品に刻まれた銘には「福貴作 石工寅吉作」「福貴作 石工 小松布孝」「彫刻人小松布孝」など、様々なパターンがあるが、概ね、大作には「布孝」名を刻んでいる。

### 死後の顕彰
2020年（令和2年）5月12日、近津神社の石造神馬が石川町指定文化財に指定された。2024年（令和6年）11月から2025年（令和7年）1月にかけて、石川町立歴史民俗資料館イシニクルで「"名工" 寅吉・和平は斯く生まれた!」が開催された。

## 作風

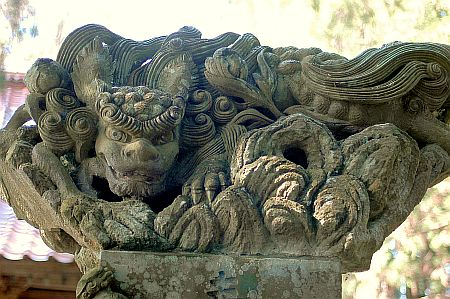
鹿嶋神社の狛犬

寅吉は、普通では石彫刻では不可能と思えるほどの細かな紋様や透かし彫りの技巧を凝らすことを得意としていた。石の社殿、墓石、墓地の石柵などに、これでもかと凝らされた彫刻は、他に類を見ないものである。
また、石造りの狛犬像においては、一般的な蹲踞スタイルの狛犬とは一線を画し、あたかも雲に乗り空を飛んでいるかのような「飛翔獅子」という斬新なスタイルを発明した。後ろ脚を蹴り上げた形で重量バランスを成立させるため、足元には雲、岩、波、花などに見える造形を狛犬と一体として彫るこのスタイルは、弟子の小林和平や、周辺の他の石工たちにも引き継がれた。
寅吉の卓越した技術は、福島県南部で活躍した同時代およびその次の世代の石工たちに大きな影響を与えた。一番弟子の小林和平をはじめ、浅川町の岡部市三郎、梅沢敬明、白河市横町の野田平業など、寅吉の技術に刺激され、継承していった石工たちが多くの傑作を残している。その結果、福島県南地域一帯は、明治期から昭和（戦前）にかけて高度な技術で彫られた狛犬の聖地として知られるようになり、全国から狛犬ファンが訪れている。

## エピソード
負けず嫌い
白河市借宿新地山羽黒神社山道口には、「白川楽翁」の通称で知られる白河藩第3代藩主・松平定信が詠んだ歌の歌碑がある。しかし、訪れた者にこの歌碑はほとんど見えない。なぜなら、歌碑は石の柵で囲まれており、正面には歌碑と同じくらい高い石の扉があるからである。その石の扉には、これでもかというくらい凝った彫刻が施されており、中の歌碑よりもはるかに目立っている。この石柵を造ったのが寅吉である。
寅吉は歌碑が建立される前に、この地に狛犬や、龍が巻き付いた石灯籠などを造っているが、歌碑は寅吉の工房「石福貴」ではなく、東京の名門石屋「井亀泉（せいきせん）」に発注されたものだった。石碑が建った後に、それを囲む柵だけ発注された寅吉は、当てつけのように、わざと主役の歌碑が見えないような、巨大かつ技巧を凝らした石柵を造ってしまったのではないかと思われる。
失敗作
寅吉が工房を構えていた福貴作集落にある公民館の庭に、寅吉が彫った仁王像が置かれている。しかしこの仁王像、実は寅吉が「失敗作」として土に埋めてしまったものを、寅吉の死後、地元の人たちが「名工・寅吉の作品が埋もれたままなのはやるせない」と、掘り起こして設置したもの。
「彫刻人」
栃木県那須塩原市の雲照寺には、寅吉が彫った「准提観音像」という巨大な石の観音像がある。この大きさと彫りの細かさは驚異的で、手彫り時代の石像としては日本有数のものである。これを彫り上げるために、寅吉は弟子たちと2年以上にわたり寺の境内に住み込みで作業したという。
像の裏に回ると、台座の裏の凹みに隠されたように、しかし誇らしげに「彫刻人小松布孝」と刻まれている。この「彫刻人」という肩書きは、弟子の和平も、晩年、大作、自信作に刻んだ肩書きで、自分たちは単なる石工ではなく、アーティストであるという誇りの表明と言えよう。
息子と弟子
寅吉には亀之助（明治9年（1876年）10月2日-昭和18年（1943年）7月26日）という息子がいて、後に「布行」の名で工房を継いだ。しかし、工房内では、亀之助よりも年下である、弟子の小林和平の技量が目立っていた。和平自身、後に「親方（寅吉）は奥州一の石工だ。俺はその一番弟子だ」「亀之助より俺のほうが腕はずっと上だ」と言っていたという。
亀之助は「小松布行」の名前で、父であり親方である布孝と連名で作品をいくつか彫っているが、布行の単独銘での作品はあまり多く残されていない。

## 作品
| 建立年         | 作品                 | 所在地                            | 備考 |
| -------------- | -------------------- | --------------------------------- | --- |
| 1892年11月15日 | 川田神社の狛犬       | 福島県西白河郡中島村川原田        | 銘は「浅川町福貴作 石工小松布孝作之」。寅吉が最初に彫った「飛翔獅子」。                                                                                                   |
| 1893年7月      | 佐久間由松の墓石     | 福島県白河市東下野出島 神宮寺墓地 | 下に亀、上に鶴が彫られている。 |
| 1893年9月      | 羽黒神社参道口の狛犬 | 福島県白河市借宿新地山            | 銘は「福貴作 石工寅吉作」。 |
| 1894年         | 煙草神社の神馬       | 福島県石川郡石川町                | |
| 1897年         | 近津神社の石造神馬   | 福島県石川郡石川町                | 石川町指定文化財。 |
| 1897年以降     | 松平定信歌碑の石柵   | 福島県白河市借宿新地山            | |
| 1900年7月      | 元湯神社の石造社殿   | 福島県石川郡石川町 母畑温泉元湯   | 銘は「石川郡浅川村福貴作小松布孝」。 |
| 1902年9月      | 雲照寺の准提観音像   | 栃木県那須塩原市                  | 銘は「彫刻人小松布孝」。 |
| 1903年6月      | 西郷神社の石造社殿   | 栃木県大田原市                    | 銘は「小松布孝 布行 敬作」。息子の亀之助との合作。 |
| 1903年9月      | 鹿嶋神社の狛犬       | 福島県白河市東下野出島            | 銘は「福貴作 石工 小松布孝」。飛翔獅子としての傑作。 |
| 1906年8月      | 須釜神社の燈籠       | 福島県石川郡玉川村北須釜          | 銘は「福貴作 石工 寅吉」。 |
| 1912年7月      | 旭宮神社の恵比寿像   | 福島県須賀川市                    | 銘は「石川郡浅川村大字福貴作 小松布孝」。 |
| 1913年3月      | 長福院の毘沙門天像   | 福島県石川郡石川町沢井            | 銘は「福貴作 小松孝布」。独立後だが、親方を手伝って小林和平も彫っていた。そのためか、わざと銘の名前を「布孝」ではなく「孝布」と逆に刻んでいる。確認できる寅吉最後の作品。 |

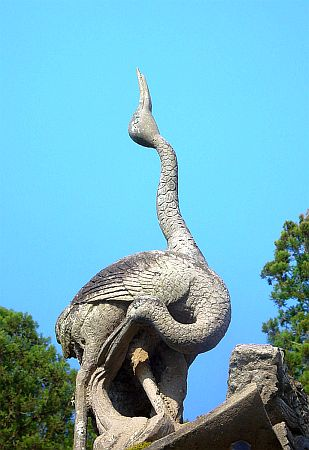
鶴が彫られた佐久間由松の墓石（白河市）
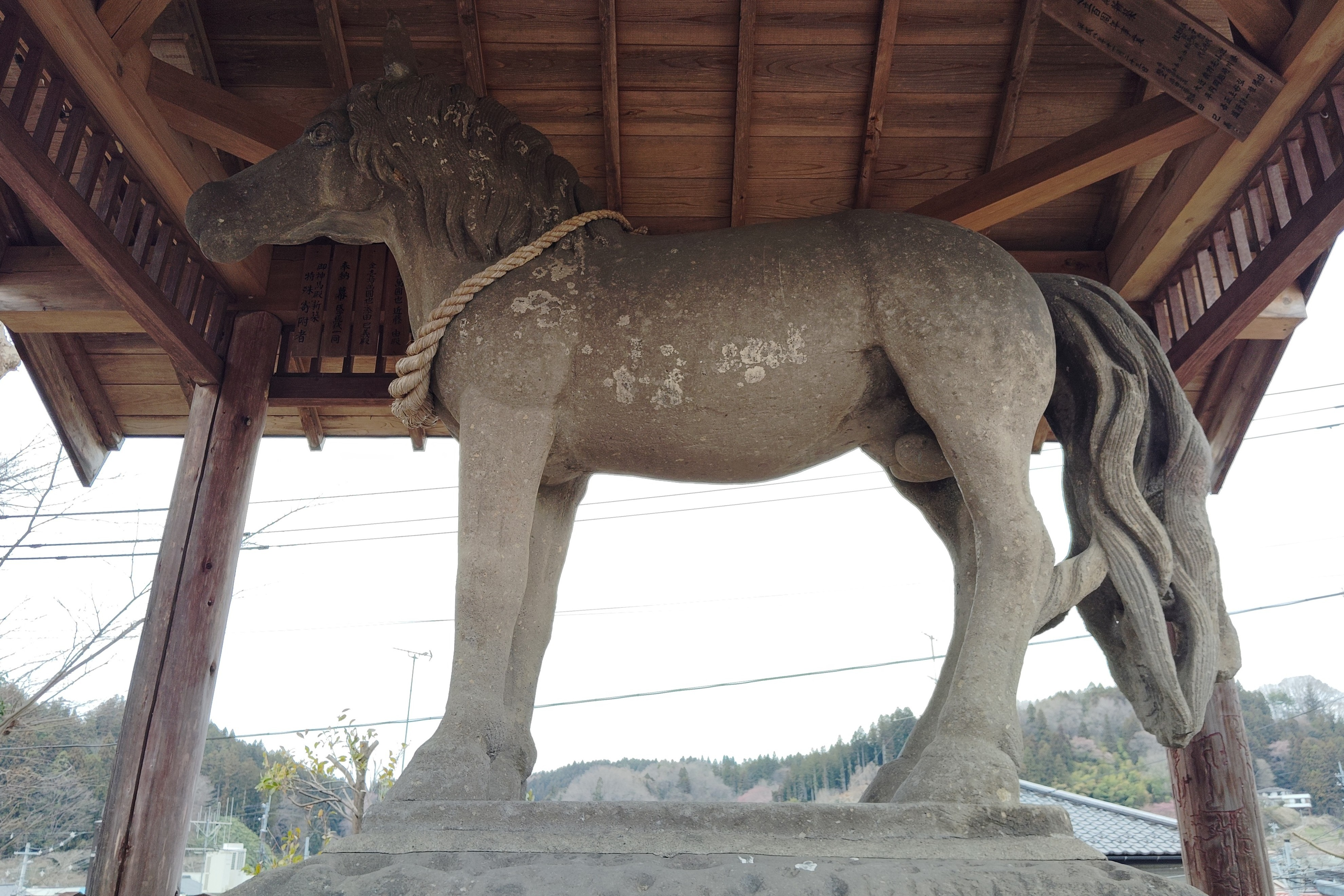
近津神社の石造神馬（石川町）
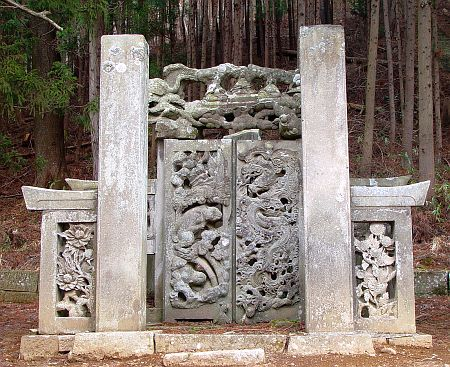
松平定信歌碑の石柵（白河市）